# Екса-
екса- (англ. exa-) — префікс у системі SI, що означає множник 1018 (1 000 000 000 000 000 000, один квінтильйон). Вживається разом з метричними та деякими іншими одиницями вимірювання. Префікс затверджено 1975 року. Назва походить від грецького ἕξ, що означає «шість», оскільки еквівалентна 10006.
- Українське позначення: Е
- Міжнародне позначення: E

Приклади:
- 1 ЕеВ (ексаелектронвольт) = 1018 електронвольт = 0,1602 джоуля
- Ексабайт